# Jacques Werup
Jacques Werup, né le 14 janvier 1945 à Malmö (Scanie) et mort le 12 novembre 2016 dans la même ville, est un romancier, poète, interprète, musicien et scénariste suédois.

## Biographie
Jacques Werup est un ami d'enfance du musicien et chanteur Mikael Wiehe. 
Il amorce sa carrière d'écrivain en 1971 et publie plus de trente livres sous la forme de recueils de poèmes, de romans, de récits de voyage et d'essais, dans lesquels les grandes émotions sont teintées d'une légère ironie. Souvent les effusions élégiaques sur le caractère éphémère du monde se trouvent noyées par les histoires humoristiques de la vie quotidienne de sa Scanie natale. En raison de cette large gamme d'émotions, il rappelle les œuvres de Jacques Brel et de Leonard Cohen.
En 1996 paraît le roman Le himlen de ofullbordade (Littéralement: Le ciel inachevé) sur Elsa Andersson, la première femme pilote et parachutiste de la Suède au début du XXe siècle. Le livre sert de base au film de Jan Troell Så vit som en snö (Blanc comme neige), dont le scénario est co-écrit par Werup et le réalisateur. Le scénario est nommé pour un Guldbagge Awards et le film en remporte trois : meilleur film, meilleur réalisateur et meilleure photographie.
La poésie de Werup est souvent associée au jazz puisqu'il est musicien du jazz au sein du groupe Werup-Sjöström. Il a aussi travaillé à plusieurs reprises avec le compositeur Michael Saxell, la chanteuse Lill Lindfors et le musicien de rock Mats Ronander.
Jacques Werup vit à la fois en Scanie, à Ystad, et en France où il possède une résidence.
Il obtient le grand prix des Neuf en 2006.

## Œuvre
- Returbiljett Polen (1971)
- Ett å... Två å... Tre å... Fyr! (1971)
- Streber (1972)
- Tiden i Malmö, på jorden (1974)
- Swiss Made (1975)
- Fläckar av liv (1977)
- Casanovas senare resor (1979)
- 48 dikter från Österlen (1980)
- Hemstaden (1981)
- Den skräddarsydda sorgen (1982)
- L'heure bleue (1983)
- Shimonoffs längtan (1983) Publié en français sous le titre Les Voyages de Shimonoff, traduit par Christofer Bjurström, Paris, Éditions Denoël, 1999, 312 p.  (ISBN 2-207-24827-5)
- Mellan rotfrukt och måne (1983)
- Boulevarder och fågelsträck (1984)
- Vem är Nora Prentiss? (1984)
- Från dörren till hemligheten (1985)
- Handbagage (1986)
- Den sjungande kroppen (1986)
- Ett steg på de älskandes ö (1986)
- Stjärnan i periferin (1987)
- Pornografens död (1988) Publié en français sous le titre Mort d’un pornographe, traduit par Jacques Outin, Castelnau-le-Lez, Éditions Climats, 1992, 272 p.  (ISBN 2-907563-64-5)
- Den elektroniska synden (1989)
- I ögonhöjd (1990)
- Septemberljus (1990)
- Den sjungande kroppen (1986)
- Dikter (1991)
- 42 minuter från Paris (1992)
- Det omvända skriket (1992)
- Ängeln på Rue de la Lune (1992)
- Aptiten och ledan (1994)
- Den ofullbordade himlen (1996)
- Det stora preludiet (1997)
- Människan är vem som helst (1998)
- Hemmavid (1999)
- Oldboy (2000)
- Herbarium (2000), en collaboration avec Georg Oddner
- Lev länge, dö ung (2001)
- Livet går fort, timmarna sakta (2001)
- Provliv 1-10 (2002)
- Hundra dikter (2005)
- Levande tillsammans (2006)
- Trötta mäns skönhet (2008)
- Medan jag levde (2011)

### Anthologie de poèmes parue en français
- Une brèche dans l’antarctique, traduit par Jacques Outin, Talence, Éditions Le Castor Astral, coll. « Matin du monde », 1985, 100 p.  (ISBN 2-85920-086-X)

## Filmographie

### En tant que scénariste au cinéma
- 2001 : Så vit som en snö, film dano-suédois réalisé par Jan Troell, avec Amanda Ooms

### En tant que scénariste à la télévision
- 1972 : N.P. Möller, Fastighetsskötare, série télévisée suédoise (scénariste de 8 épisodes)

## Prix et distinctions notables
- 2006 : grand prix des Neuf.